# Jonathan Myerson
Jonathan Myerson LLBC (Cardiff, 12 de janeiro de 1960) é um cineasta e novelista britânico. Foi indicado ao Oscar de melhor documentário de longa-metragem na edição de 1999 pelo trabalho na obra The Canterbury Tales.